# Psacothea rubra
Espèce
Psacothea rubra est une espèce de coléoptères longicornes de la sous-famille des Lamiinae (famille des Cerambycidae).

## Répartition
L'holotype de Psacothea rubra a été collecté au Sichuan (Chine) à une altitude de 520 m.

## Classification
Le nom valide complet (avec auteur) de ce taxon est Psacothea rubra Gressitt (d), 1938.